# Rewaz Dzodzuaszwili
Rewaz Dzodzuaszwili (gruz. რევაზ ძოძუაშვილი, ros. Реваз Михайлович Дзодзуашвили, Riewaz Michajłowicz Dzodzuaszwili; ur. 15 kwietnia 1945 w Kutaisi) – gruziński piłkarz, grający na pozycji obrońcy, reprezentant Związku Radzieckiego, Wicemistrz Europy oraz brązowy medalista Igrzysk Olimpijskich w 1972, trener piłkarski.

## Kariera piłkarska
Wychowanek szkoły piłkarskiej Torpeda Kutaisi. W 1962 był zawodnikiem klubu Imereti, a w następnym sezonie reprezentował barwy grającego w radzieckiej ekstraklasie Dinama Tbilisi. Po dwa sezony spędził w Dinamie Suchumi oraz w Torpedzie Kutaisi, by w 1968 na dobre trafić do Dinama Tbilisi, z którym związany był do końca kariery w 1976.
Jako gracz Dinama zadebiutował w 1969 w reprezentacji ZSRR. Rok później wystąpił na Mundialu w Meksyku. W 1972 odniósł swój największy sukces międzynarodowy zdobywając srebrny medal Mistrzostw Europy oraz brązowy medal Igrzysk Olimpijskich w Monachium. Występy w Sbornej zakończył w 1974 z bilansem 49 meczów.

## Kariera trenerska
Przez wiele lat pracował w Gruzji, prowadząc tamtejsze drużyny klubowe: Dinamo Tbilisi, SKA Tbilisi, Lokomotiwi Samtredia, Torpedo Kutaisi, Metalurgi Rustawi, Lokomotiwi Tbilisi i Olimpi Tbilisi. Szkolił także zawodników ukraińskiego Tempu Szepetówka, łotewskiego Skonto Ryga (w którym pełnił później funkcję wiceprezydenta), rosyjskich Urałanu Elista, Spartaka-Ałanii Władykaukaz i Dinama Machaczkała oraz litewskiego FBK Kowno. Pracował z drużynami narodowymi Łotwy i Gruzji.